# Punto y Hora de Euskal Herria
Punto y Hora de Euskal Herria (1976-1990) fou una revista setmanal de temàtica política vinculada a l'esquerra abertzale. Editada en dues èpoques, la primera a Pamplona i la segona a Sant Sebastià, patí diversos episodis de censura, amb processament dels seus directors tot i la seva posició contrària a tota mena de violència. Era bilingüe amb predomini del castellà respecte al basc. Era venuda en la Comunitat Autònoma Basca i Navarra, abordava notícies sobre els territoris d'Euskal Herria.
Va ser publicada per primera vegada a Pamplona a l'abril de 1976 sota la direcció de Mirentxu Purroy (que un any després participaria en les converses de Chiberta entre totes les forces del nacionalisme basc) en plena transició espanyola. Entre els col·laboradors podem trobar al lingüista José María Sánchez Carrión.
El primer nombre que va ser segrestat per les autoritats governatives va ser el 10, per un editorial sobre l'amnistia. Al setembre la directora va sofrir amenaces de mort, i fou empresonada al desembre d'aquest mateix any acusada d'injúries a les Forces Armades per la publicació d'una carta. La mateixa protagonista explica les causes de la seva detenció i Consell de Guerra que se li aplica:
| « | Era una carta d'un espontani que explicava com havia estat a la festa de les oques a Lekeitio. Va entrar la Guàrdia Civil a sac, va massacrar famílies senceres, va entrar en bars, a una senyora embarassada la van colpejar i gairebé va donar a llum al carrer. El remitent va relatant una carta molt succinta. Jo la publico i a partir d'aquí, com la Guàrdia Civil era militar, em fan un consell de guerra militar. Vaig haver de recuperar dades per al judici. Em va ajudar moltíssim el metge de Lekeitio. Ell em va dir: "Jo vaig atendre als ferits, tot és cert". Només que a mi em porten a la presó i em fan un consell de guerra militar. Després em van amnistiar, afortunadament, perquè, si no, m'esperaven catorze anys de presó. | » |
| — Extracte de l'entrevista de Josemari Velez de Mendizabal Azkarraga a Mirentxu Purroy a Izaro News. Juny de 2008. | |   |

El 5 d'octubre de 1977 va sofrir un atemptat amb bomba reivindicat per l'Alianza Apostólica Anticomunista (Triple A) d'extrema dreta que va destruir completament la redacció de Pamplona. La directora i el gerent acabaven d'abandonar-la mitja hora abans. Avui se sap que les organitzacions terroristes d'extrema dreta eren relacionades amb els serveis secrets espanyols, com va confessar abans de morir José Antonio Sáenz de Santamaría, militar significat i responsable de les forces policials durant la transició política espanyola.
És de destacar la reacció de la revista després de l'atemptat. Gràcies a Egin i a Deia que els van oferir els seus locals van poder preparar el següent nombre. Quan tancaven el nombre van conèixer l'assassinat del president de la Diputació Provincial de Biscaia Augusto Unceta i els seus dos guardaespatlles, per la qual cosa van inserir una doble portada, col·locant per fora la referida a aquest últim atemptat i el següent editorial titulat Ja n'hi ha prou!:
| «                                               | Una ràfega de violència intermitent, iniciada amb l'atemptat a El Papus, seguida pel ametrallament del capità Herguedas, el taxista guipuscoà, la bomba a la nostra revista, ha culminat amb les morts del President de la Diputació de Biscaia i dos membres del seu escorta. La irracionalitat que va abastar tots els camps de la vida en la dictadura, es va manifestar en una sorda i constant repressió que va ser contestada a Euskadi des de l'aparició d'ETA, originant-se una cadena de repressió-acció-repressió. Aquest detonant en un poble essencialment pacífic, va ferir en principi les seves consciències. Gradualment va anar instal·lant-se un respecte i suport als qui combatien el fons d'aquella torturant ceguesa. L'original repressió que tan conscientment es va amagar a tota la resta de l'Estat —es va viure i es va morir en l'anonimat— ha estat col·lectivament rebutjada a les urnes. Els vots han permès poder dir, de manera legal, que es desitjava sortir de l'infern. El cos sencer d'Euskal Herria d'extrem a extrem, ha dit un no rotund a la cadena. Des del llindar de l'acceptació d'una nova situació, assumida amb esperança de canvi, ha de partir l'anàlisi per a l'acció política. ETA ha d'autocriticar-se i tenir la valentia d'admetre que el seu protagonisme ha conclòs. Ara és el poble qui està regint el seu futur. Ho proven les seves mobilitzacions populars, la participació activa en els actes convocats pels seus partits, la reclamació unànime d'eleccions municipals, amnistia, estatut d'autonomia; la celebració conjunta i massiva de l'aniversari de la constitució del Govern Basc. Tot indica el canvi sociològic i la nova forma política que decisivament ha adoptat el País. De la no acceptació d'aquest fet, ETA pot convertir-se en l'assot del seu poble, i paradoxalment, deixar el camí franc a l'ultradreta feixista del vell ordre establert, que ens ofereix el pitjor dels mons. Precisament del que es vol sortir. S'ha volgut presentar com a nova aquesta última violència, quan tristament no ha deixat de ser la constant que ha abnegat aquest poble. El nou premi Nobel de la Pau, Amnistia Internacional, és el testimoni contundent, amb els seus engruixats dossiers del País Basc del que aquí segueix succeint. Avui el món ho coneix, i aquesta denúncia davant les nacions pot ajudar a posar fi a una història que volem resoldre. Amnistia, creu i ratlla, sense mesquinesa. Els partits, amb assossec, poden llimar les seves discrepàncies, suprimint andanades que couen i obren abismes. Es fa necessari aconseguir formes de mútua cooperació. En cas contrari, la possibilitat d'arrossegar un poble esperançat a la desfilada de sofriments innecessaris, pot ser un fet. Atrinxerar-se en la raó única i inamovible, és potenciar el subjectivisme a ultrança. Abordar l'autocrítica ajudaria a aclarir i a assumir a cada ideologia el seu paper i la seva responsabilitat. Un pacte de no-agressió entre tots ens posaria en el camí del respecte màxim. Eliminar el perill del feixisme significa fonamentalment suprimir aquelles contradiccions en el seu doble aspecte: estructural i psicològic. D'una banda, denunciant la permanència d'unes estructures franquistes, amb llur concepció “il·luminista i messiànica”, i tota llur rèmora que immobilitza el procés cap a la democràcia. Per una altra, revisar i autodiagnosticar aquelles accions i actituds que en temps passats van obtenir consens, prestigi i força pel seu objecte alliberador. Però que avui han quedat invalidades, i constreny adequar-les al quefer polític que la consciència col·lectiva està marcant. Que quedi per als irracionals de la violència el Ja n'hi ha prou!. I per al nostre poble el timó del vaixell a tota màquina, amb l'entusiasme de sentir-nos junts per reconstruir la nostra casa. | » |
| — Editorial del número 57. 19 d'octubre de 1977 | |   |

El gener de 1979 es va tancar la seva publicació fins a abril del mateix any en què es va començar una nova etapa amb la seva edició a Sant Sebastià i un nou director, Xabier Sánchez Erauskin.
Al febrer de 1981, després de la mort de Joxe Arregi, torturat per la policia el setmanari va tornar a ser segrestat. En aquest mateix mes el director va ser acusat d'Injúries a la Corona per un article en relació amb la visita del rei Joan Carles I d'Espanya a la Casa de Juntes de Guernica amb el títol “Paseíllo y espantá”. El "paseíllo" per aquesta visita i l'"espantá" per la dimissió recent d'Adolfo Suárez en el mes de gener.
Va ser condemnat per això a un any de presó, ingressant-hi el 15 d'abril de 1983, deixant la direcció de la revista i va sortir-ne al gener de l'any següent.
Al juny de 1983, va tornar a ser segrestada la revista per suposades injúries al llavors president del Govern, Felipe González, i al ministre de l'Interior, José Barrionuevo.